# Aphidius constrictus
Aphidius constrictus är en stekelart som först beskrevs av Christian Gottfried Daniel Nees von Esenbeck 1811.  Aphidius constrictus ingår i släktet Aphidius och familjen bracksteklar. Inga underarter finns listade i Catalogue of Life.